# شب‌موش‌تباران
شب‌موش‌تباران (نام علمی: Nyctomyini) نام یک تبار از زیرخانواده بالاروموشیان است.